# 蔡斗移
蔡斗移（1538年—1603年），字元運，湖廣黃州府蘄水縣人，軍籍，明朝政治人物。

## 生平
萬曆四年（1576年）丙子科湖廣鄉試第四名，萬曆五年（1577年）丁丑科二甲三十三名進士。授刑部浙江司主事，歷升四川司员外郎、河南司郎中。萬曆六年（1578年）官臨江府知府，十七年（1589年）七月陞長蘆運鹽使司運使。十九年致仕，萬曆三十年卒，享年六十五。

## 家族
曾祖父蔡霦；祖父蔡昇；父蔡月濂，荆王府良醫。嫡母裴氏；生母黃氏。慈侍下。兄斗庚、斗昭。弟斗瑞、斗麗。子蔡璿，萬曆己未進士，官成都知府。